# الکساندر آریس
الکساندر ماینت سان آونگ آریس (متولد ۱۲ آوریل ۱۹۷۳) پسر بزرگ آنگ سان سوچی و مایکل آریس است. وی همچنین نوه آنگ سان است که به استقلال میانمار دست یافت (اگرچه وی در سال ۱۹۴۷، شش ماه قبل از استقلال ترور شد). الکساندر آریس یک برادر کوچکتر به نام کیم آریس دارد که در سال ۱۹۷۷ متولد شد.

## اوایل زندگی
آریس در ۱۲ آوریل ۱۹۷۳ در لندن ، انگلستان ، از آنگ سان سوچی و مایکل آریس متولد شد. برادر کوچک وی کیم آریس در سال ۱۹۷۷ متولد شد. خانه خانوادگی وی در پارک تاون ، آکسفورد شمالی بود . در مارس ۱۹۸۸ ، مادرش برای پرستاری از مادر در حال مرگ خود خین کی ، همسر آنگ سان ، به برمه بازگشت.  وی تا ژوئن ۲۰۱۲ به آکسفورد بازگشت ، زیرا به دلایل سیاسی در سال ۱۹۸۹ در برمه در حصر خانگی قرار گرفت.

## تحصیلات
آریس در دو مدرسه خصوصی در شهر زادگاه خود آکسفورد تحصیل کرد : در مدرسه اژدها ، یک مدرسه مقدماتی است (متوسطه اول) ، و سپس مدرسه کالج مگدالن ، یک مدرسه عالی پسرانه ، که در سال ۱۹۹۰ ترک کرد. وی از دانشگاه ایلینوی شمالی در ایالات متحده فارغ التحصیل شد و کارشناسی ارشد علوم ریاضی دریافت کرد .

## زندگی پس از بازداشت مادرش
در سال ۱۹۸۹، الکساندر و برادرش کیم هر دو توسط حکومت نظامی حاکم از تابعیت برمه محروم شدند. این دو برادر تبعه انگلیس هستند.  در سال ۱۹۸۸ هنگامی که کیم آریس فقط ۱۱ ساله بود مادرش مجبور شد خانه خود را در آکسفورد ترک کند تا به دنبال مادر در حال مرگ خود در برمه باشد. 
در سال ۱۹۹۱ ، آنگ سان سوچی ، مادر الکساندر ، به خاطر تلاش هایش در برمه ، جایزه صلح نوبل را از آن خود کرد. در آن زمان ، الکساندر آریس (۱۸ ساله) و برادرش کیم آریس (۱۴ ساله) جایزه را از طرف مادرشان پذیرفتند. ۱.۳ میلیون جایزه نوبل صلح دلار پول جایزه برای ایجاد یک مورد استفاده قرار گرفت سلامت و آموزش و پرورش برای مردم برمه.  در طول سالها ، آریس جوایز زیادی را پذیرفته و سخنرانی های زیادی را به نمایندگی از مادرش انجام داده است. آنها شامل پذیرش جایزه گروه حقوق بین‌الملل حقوق بشر هستند. استقبال از ورود مشعل المپیک به اسپانیا ؛  و پذیرش نشان آزادی ریاست جمهوری در ایالات متحده. 
پس از مرگ پدرش در سال ۱۹۹۹ ، آریس برای مدت کوتاهی به ملاقات مادرش رفت.